# Torneo de Los Cabos 2022
El Abierto de Tenis Mifel 2022 fue un torneo de tenis perteneciente al ATP Tour 2022 en la categoría ATP Tour 250. El torneo tuvo lugar en la ciudad de Los Cabos (México), desde el 1 hasta el 6 de agosto de 2022 sobre pistas rápidas.

## Distribución de puntos
| Modalidad            | Campeón | Finalista | Semifinales | Cuartos de final | 2ª ronda | 1ª ronda | Clasificados | 2ª ronda de clasificación | 1ª ronda de clasificación |
| Individual masculino | 250     | 165       | 100         | 50               | 25       | 0        | 13           | 7                         | 0                         |
| Dobles masculino     | 250     | 150       | 90          | 45               | 20       | 0        | -            | -                         | -                         |

## Cabezas de serie

### Individuales masculino
| Tenista               | Ranking | Preclasificados |
| Daniil Medvédev       | 1       | 1               |
| Félix Auger-Aliassime | 9       | 2               |
| Cameron Norrie        | 13      | 3               |
| Miomir Kecmanović     | 33      | 4               |
| Fabio Fognini         | 54      | 5               |
| Brandon Nakashima     | 56      | 6               |
| Thanasi Kokkinakis    | 69      | 7               |
| Tomás Etcheverry      | 72      | 8               |
| Quentin Halys         | 74      | 9               |

- Ranking del 25 de julio de 2022.[2]

### Dobles masculino
| Tenista                          | Ranking | Preclasificados |
| Santiago González Andrés Molteni | 67      | 1               |
| Matthew Ebden Max Purcell        | 71      | 2               |
| Ariel Behar Gonzalo Escobar      | 89      | 3               |
| Raven Klaasen Marcelo Melo       | 93      | 4               |

## Campeones

### Individual masculino
Daniil Medvédev venció a  Cameron Norrie por 7-5, 6-0

### Dobles masculino
William Blumberg /  Miomir Kecmanović vencieron a  Raven Klaasen /  Marcelo Melo por 6-0, 6-1